# Зимова Універсіада 2005
Зимова Універсіада 2005 — XXII зимова Універсіада. Проходила в Інсбруку (Австрія) з 12 по 22 січня 2005 року.

## Країни-учасниці
У змаганнях взяло участь 1449 спортсменів-студентів з 50 країн світу, в тому числі 957 чоловіків і 492 жінки. У числі лідерів за кількістю учасників — Росія (124), Японія (104), Україна (101), Китай (89), Корея та Австрія (88).
Змагання проводилися з 12 видів спорту, в тому числі вперше в історії Універсіад проведені змагання з фристайлу і скелетону, після довгої перерви проведені змагання по швидкісному спуску, але на відміну від попередньої Універсіади не проводилися змагання з керлінгу.
Бюджет зимової Універсіади 2005 склав 8,5 мільйонии євро.

## Медальний залік
| Місце  | Країна               | Золото | Срібло | Бронза | Загалом |
| ------ | -------------------- | ------ | ------ | ------ | ------- |
| 1      | Австрія              | 10     | 8      | 4      | 22      |
| 2      | Південна Корея       | 10     | 7      | 6      | 23      |
| 3      | Росія                | 7      | 5      | 9      | 21      |
| 4      | Японія               | 5      | 6      | 6      | 17      |
| 5      | Польща               | 5      | 2      | 1      | 8       |
| 6      | Україна              | 4      | 10     | 2      | 16      |
| 7      | Казахстан            | 4      | 1      | 2      | 7       |
| 8      | Італія               | 4      | 0      | 5      | 9       |
| 9      | КНР                  | 3      | 6      | 8      | 17      |
| 10     | Нідерланди           | 3      | 5      | 2      | 10      |
| 11     | Словенія             | 3      | 4      | 3      | 10      |
| 12     | Чехія                | 3      | 2      | 4      | 9       |
| 13     | Франція              | 2      | 1      | 4      | 7       |
| 14     | Швейцарія            | 1      | 3      | 3      | 7       |
| 15     | Фінляндія            | 1      | 2      | 2      | 5       |
| 16     | Велика Британія      | 1      | 2      | 0      | 3       |
| 16     | Сербія та Чорногорія | 1      | 2      | 0      | 3       |
| 16     | США                  | 1      | 2      | 0      | 3       |
| 19     | Німеччина            | 1      | 1      | 3      | 5       |
| 20     | Білорусь             | 0      | 3      | 2      | 5       |
| 21     | Словаччина           | 0      | 0      | 2      | 2       |
| 22     | Болгарія             | 0      | 0      | 1      | 1       |
| Всього | Всього               | 69     | 72     | 69     | 210     |

## Біатлон
Змагання з біатлону пройшли в спортивному центрі Гохфільцен, в 110 км від Інсбрука. Було розіграно 10 комплектів нагород — по 5 у чоловіків і у жінок. П'ять золотих нагород виграли спортсмени Росії, три — України, дві — Польщі.